# 김성두 (1929년)
김성두(金聖斗, 1929년 9월 4일~1996년 8월 25일)는 대한민국의 교육인 출신 정치인이다. 종교는 기독교다.
고교 강사로 근무하다가 민주공화당 당료로 정계에 입문했다. 민주공화당 전국구로 제8대 국회의원을 지냈고, 유신정우회 국회의원으로 제9대 국회의원을 역임했다.

## 학력
- 서울대학교 문리과대학 중퇴
- 경희대학교 영문학과 졸업

## 약력
- 서울고등학교 강사
- 민주공화당 중앙사무국 조사부 국내과장, 선전부 차장
- 민주공화당 당의장 보좌역, 사무총장 보좌역, 기획조사부장
- 민주공화당 당의장 비서실장
- 1975년 ~ 1979년 : 제9대 국회의원 (유신정우회)

## 역대 선거 결과
|  | 48.8% |

|  | 0% |